# Kavery Nambisan
Kavery Nambisan (Kannada ಕಾವೇರಿ ನಂಬಿಸನ್; * 1947 in Kodagu, Karnataka) ist eine indische Schriftstellerin und Ärztin. Bekanntheit erlangte sie durch ihre Romane und Sachbücher, die oft gesellschaftliche und gesundheitspolitische Themen behandeln. Zudem wirkt sie als Chirurgin und setzt sich für Verbesserungen im Gesundheitswesen ihres Landes ein.

## Leben
Nambisan wurde 1947 im südindischen Bundesstaat Karnataka geboren. Sie studierte Medizin am St. John’s Medical College in Bengaluru und schloss anschließend ihre Facharztausbildung zur Chirurgin (FRCS) im Vereinigten Königreich ab. Da in England keine berufliche Erfüllung fand, kehrte sie nach Indien zurück und arbeitete vor allem in ländlichen Regionen, unter anderem in Mokama (Bihar), Tamil Nadu, Uttar Pradesh und Karnataka. Für ihren Einsatz als Ärztin erhielt sie den Tata Excellence Award.
Ihre erste Ehe mit einem Studienkollegen endete nach 18 Jahren; aus dieser Beziehung ging eine Tochter hervor. Später heiratete sie den bekannten Dichter Vijay Nambisan.
Derzeit ist sie als medizinische Beraterin im Tata Coffee Hospital im Distrikt Kodagu tätig.

## Wirken
Nambisan begann ihre schriftstellerische Laufbahn zunächst mit Geschichten für Kinder, wofür sie mit dem UNICEF CBT Award ausgezeichnet wurde. Ihren Durchbruch als Romanautorin erlangte sie mit The Truth (Almost) About Bharat (1991). Es folgten weitere Romane wie The Scent of Pepper und The Hills of Angheri. Ihr Roman The Story That Must Not Be Told wurde für den Man Asian Literary Prize 2008 nominiert.
In ihrem Roman Rising Sons beschreibt sie anhand einer Geschichte im vorunabhängigen Indien die sozialen Spannungen im Umgang mit Kastensystem, Hygiene und Traditionen. In Cherry Red, Cherry Black: The Story of Coffee in India (2022) beleuchtet sie die kulturelle, politische und wirtschaftliche Geschichte des Kaffees in Indien, beginnend mit der Einführung durch den muslimischen Pilger Hazarat Shah im 17. Jahrhundert.
In ihrem ersten Sachbuch A Luxury Called Health kritisiert Nambisan das indische Gesundheitssystem scharf, zeigt aber zugleich hoffnungsvolle Ansätze auf. Sie betont darin die Notwendigkeit präventiver Gesundheitsmaßnahmen und einer umfassenderen, weniger profitgetriebenen medizinischen Versorgung.
Nambisan setzt sich für die Verbesserung der Gesundheitsversorgung insbesondere in ländlichen Regionen ein. Sie ist Mitglied der Association of Rural Surgeons of India und spricht sich öffentlich für eine bessere Gesundheitsvorsorge sowie Aufklärung über Krankheiten und Behandlungsmöglichkeiten aus. Ihre kritische Perspektive auf Gesundheitsfragen zeigt sich in ihrem anhaltenden Einsatz für präventive Medizin.